# Slavica Slijepčević
Slavica Slijepčević (in serbo Славица Слијепчевић?; Subotica, 7 settembre 1964) è un'ex cestista jugoslava.

## Carriera
Con la Jugoslavia ha disputato i Campionati europei del 1989.